# Nizamoffita
La nizamoffita és un mineral de la classe dels fosfats, que pertany al grup de la hopeïta. Rep el nom en honor de James W. Nizamoff (b. 1971) en reconeixement de la seva investigació sobre la mineralogia de les pegmatites en general, i especialment sobre la mineralogia dels fosfats de les pegmatites de Palermo de North Groton, a Nou Hampshire. J.W. Nizamoff és un dels descobridors d'aquest mineral, i va proporcionar els exemplars utilitzats per a la seva caracterització

## Característiques
La nizamoffita és un element químic de fórmula química Mn2+Zn₂(PO₄)₂(H₂O)₄. Cristal·litza en el sistema ortoròmbic. Es dissol fàcilment en àcid clorhídric fred i diluït.
Els exemplars que van servir per a determinar l'espècie, el que es coneix com a material tipus, es troben conservats a les col·leccions mineralògiques del Museu d'Història Natural del Comtat de Los Angeles, a Los Angeles (Califòrnia) amb els números de catàleg: 64009 i 64010.

## Formació i jaciments
Va ser descoberta a la mina Palermo No. 1, situada a la localitat de Groton, al comtat de Grafton (Nou Hampshire, Estats Units). També ha estat descrita a la mina Foote, al comtat de Cleveland (Carolina del Nord, Estats Units). Aquests dos indrets són els únics de tot el planeta on ha estat descrita aquesta espècie mineral.